# Archeologische site van de Valongokaai
De Valongokaai (Portugees: Cais do Valongo) is een voormalige aanlegkade in het havengebied van Rio de Janeiro, gelegen tussen de hedendaagse straten Coelho e Castro en Sacadura Cabral.

## Geschiedenis
Van oorsprong werden slaven aan land gebracht op Praia do Peixe (nu Praça Quinze de Novembro) en publiekelijk verhandeld in het centrum, op het Rua Direita (nu Rua 1º de Março). Door nieuwe regelgeving in 1774 werd de slavenmarkt verplaatst naar Valongo omdat [...] de slaven niet alleen ernstige ziektes met zich meebrachten, maar ook nog eens geen kleding droegen. Valongo had echter nog geen haven en doaunefaciliteiten, dus douanecontrole bleef plaatsvinden op de oorspronkelijke locatie, waarna de slaven per boot naar Valongo werden vervoerd. Pas in 1811, toen de stad inmiddels flink was gegroeid, werd begonnen met de bouw van een haven in Valongo. Tussen 1811 en 1831 werden tot wel 1 miljoen slaven aan land gebracht in Valongo. Rio de Janeiro groeide daardoor uit tot een internationaal belangrijke plaats voor slavenhandel.
In 1831 kwam er, onder druk van Engeland, een einde aan de transatlantische slavenhandel. Daarmee werd ook de Valongokaai gesloten.
In 1843 werd de kade opgehoogd om het schip van prinses Teresa Cristina, toekomstig echtgenote van Peter II van Brazilië, te kunnen aanmeren, en omgedoopt tot Cais da Imperatriz (Keizerinkaai).
In 1911 werd het hele havengebied grondig gerenoveerd, waarbij de Valongokaai onder de grond verdween.
In 2011 werd bij archeologisch onderzoek, als gevolg van renovatiewerkzaamheden, de kaai herontdekt. Hierbij werden ook juwelen en religieuze objecten gevonden, afkomstig uit Congo, Angola en Mozambique. In 2017 besloot UNESCO de kaai toe te voegen aan de werelderfgoedlijst.

## Galerij

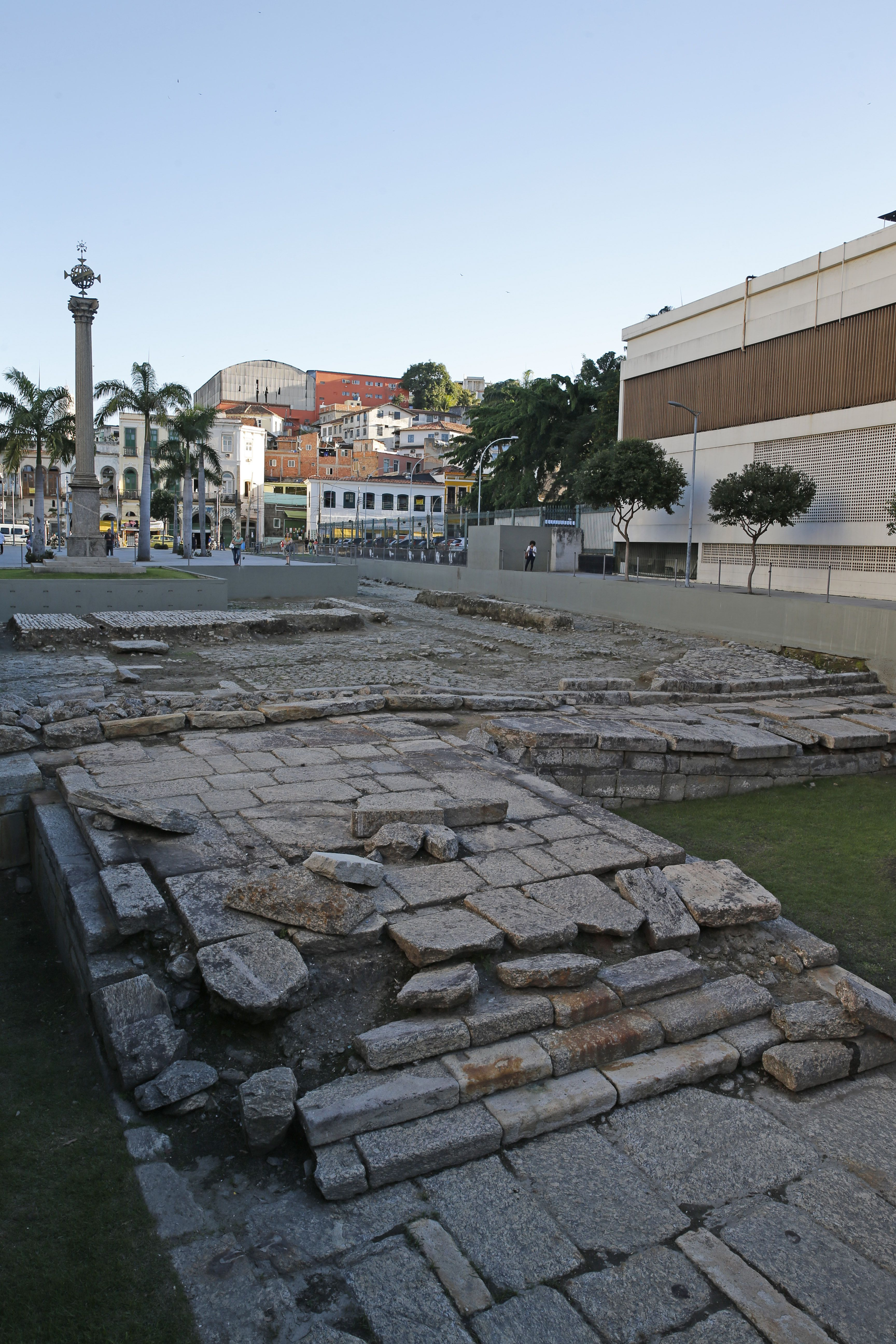
Restant van de Valongokaai
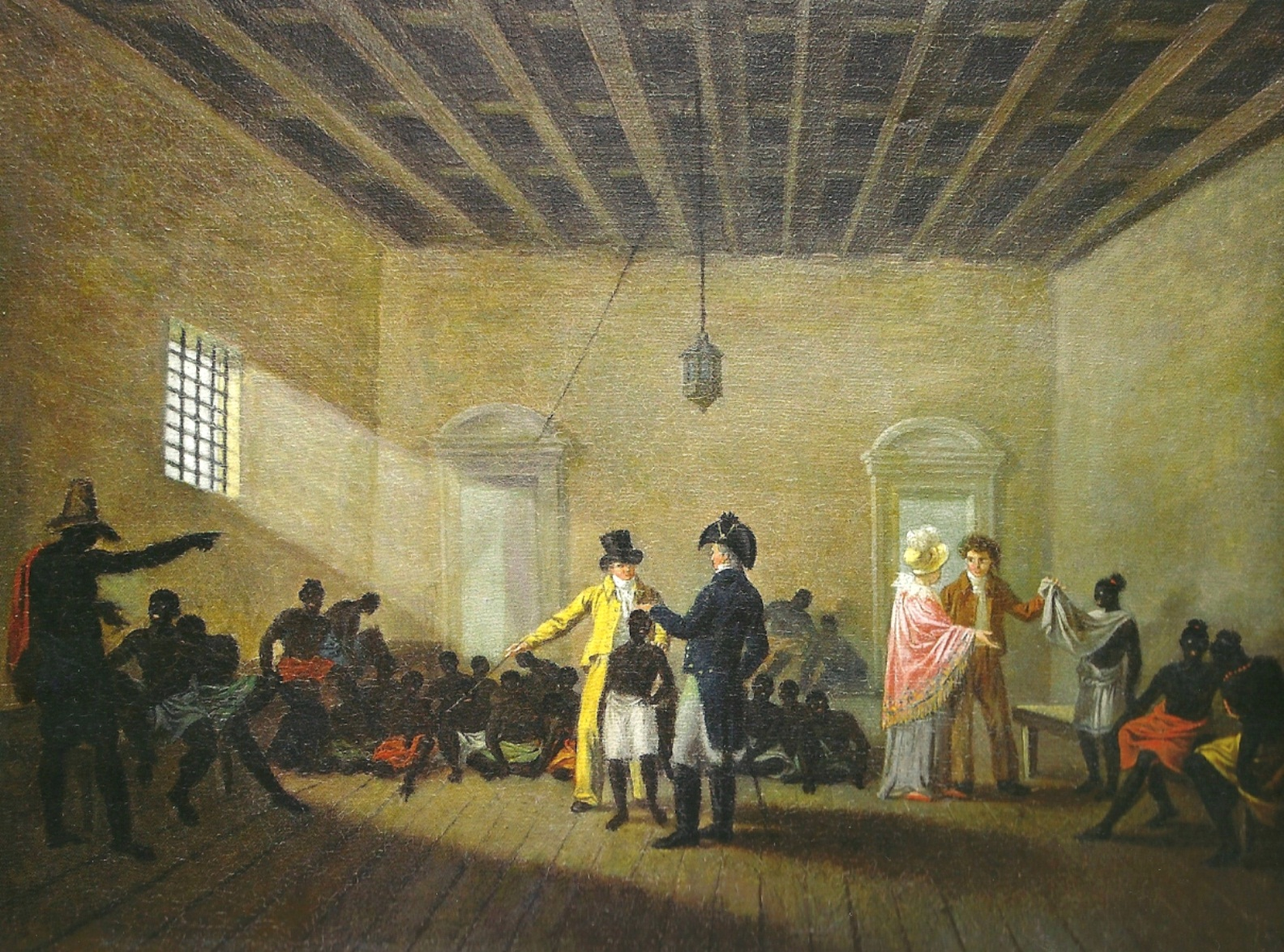
Slavenmarkt, Rua do Valongo (Jean-Baptiste Debret)
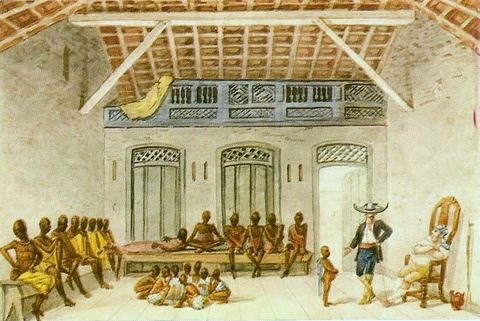
Slavenmarkt, Rua do Valongo (Jean-Baptiste Debret)
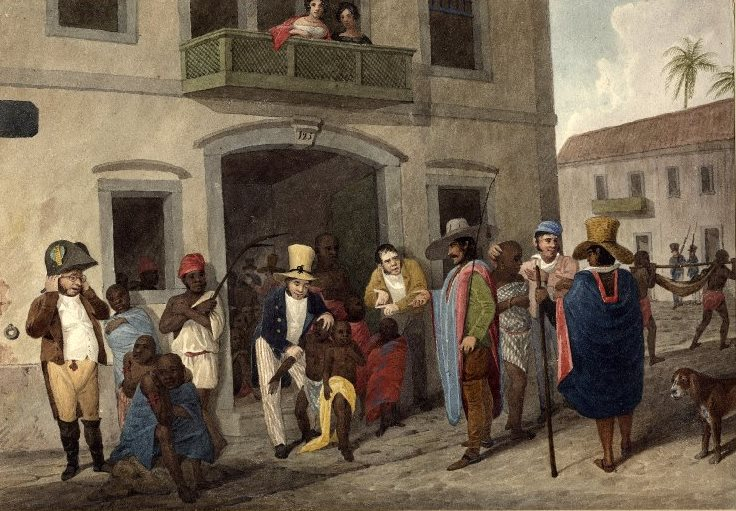
Slavenmarkt, Rua do Valongo (Augustus Earle)